# Åsele
Åsele ist ein Ort (tätort) in der schwedischen Provinz Västerbottens län und der historischen Provinz (landskap) Lappland. Åsele liegt 160 km westlich von Umeå vorwiegend am rechten (westlichen) Ufer des Ångermanälven und ist Hauptort der Gemeinde Åsele.
2015 wies das Statistiska centralbyrån den am linken Flussufer liegenden Ortsteil Norrstrand, der von einem größeren Gewerbegebiet geprägt ist, als eigenständigen småort aus. Dort kreuzen sich auch die Reichsstraßen 90 und 92 (Konstvägen sju älvar).